# 约兰达·索莱尔
约兰达·索莱尔（西班牙語：Yolanda Soler，1972年1月9日—），西班牙女子柔道运动员。她曾代表西班牙参加1992年和1996年夏季奥林匹克运动会柔道比赛，其中1996年奥运会获得一枚铜牌。